# Hilarfleck

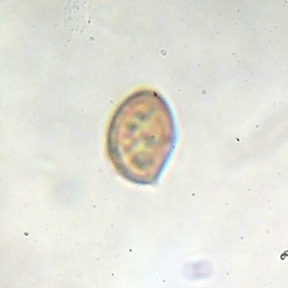
Spore mit Hilarfleck, der Hilarfleck ist die abgeflachte Stelle

Der Hilarfleck ist bei gewissen Sporen mancher Pilze eine Eindellung oder mehr oder weniger deutlich abgrenzte, glatte oder deutlich schwächer ornamentierte Stelle oberhalb des Apiculus (Hilum) auf der Bauchseite der Spore. Neben der im deutschen häufig verwendeten Bezeichnung Hilarfleck gibt es eine Reihe weitere Bezeichnungen wie: Suprahilarfleck (eigentlich korrekter), suprahilar oder supraapiculare Depression. In der englischen und französischen Literatur wird meist der Begriff Plage verwendet, der durch Romagnesi eingeführt wurde.

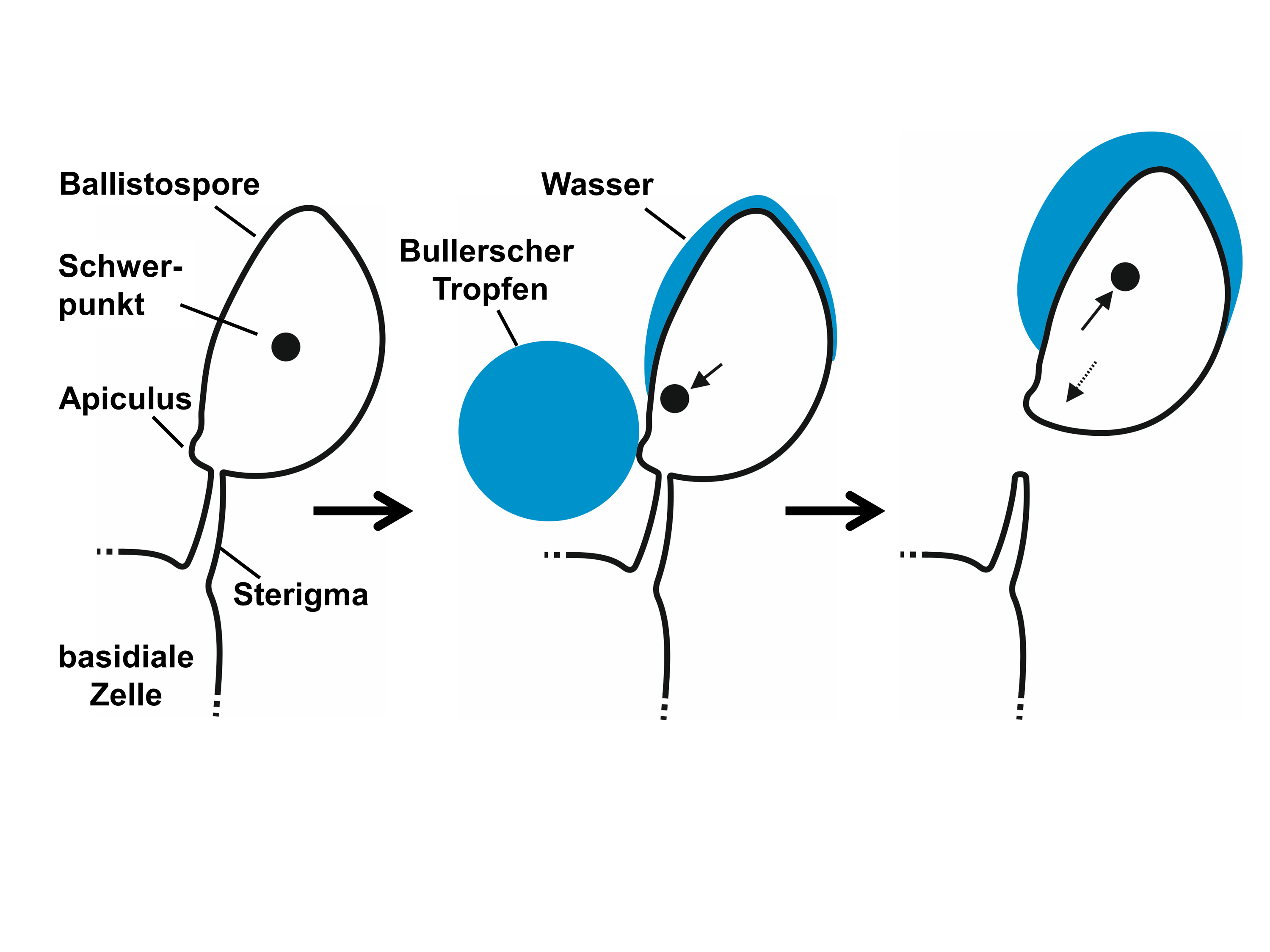
Katapultmechanismus: Bullerscher Tropfen

Er spielt eine Rolle beim Abschleudern der Sporen von Basidien: Der Bullersche Tropfen landet an dieser Stelle, wenn er die Basidiospore wegkatapultiert.

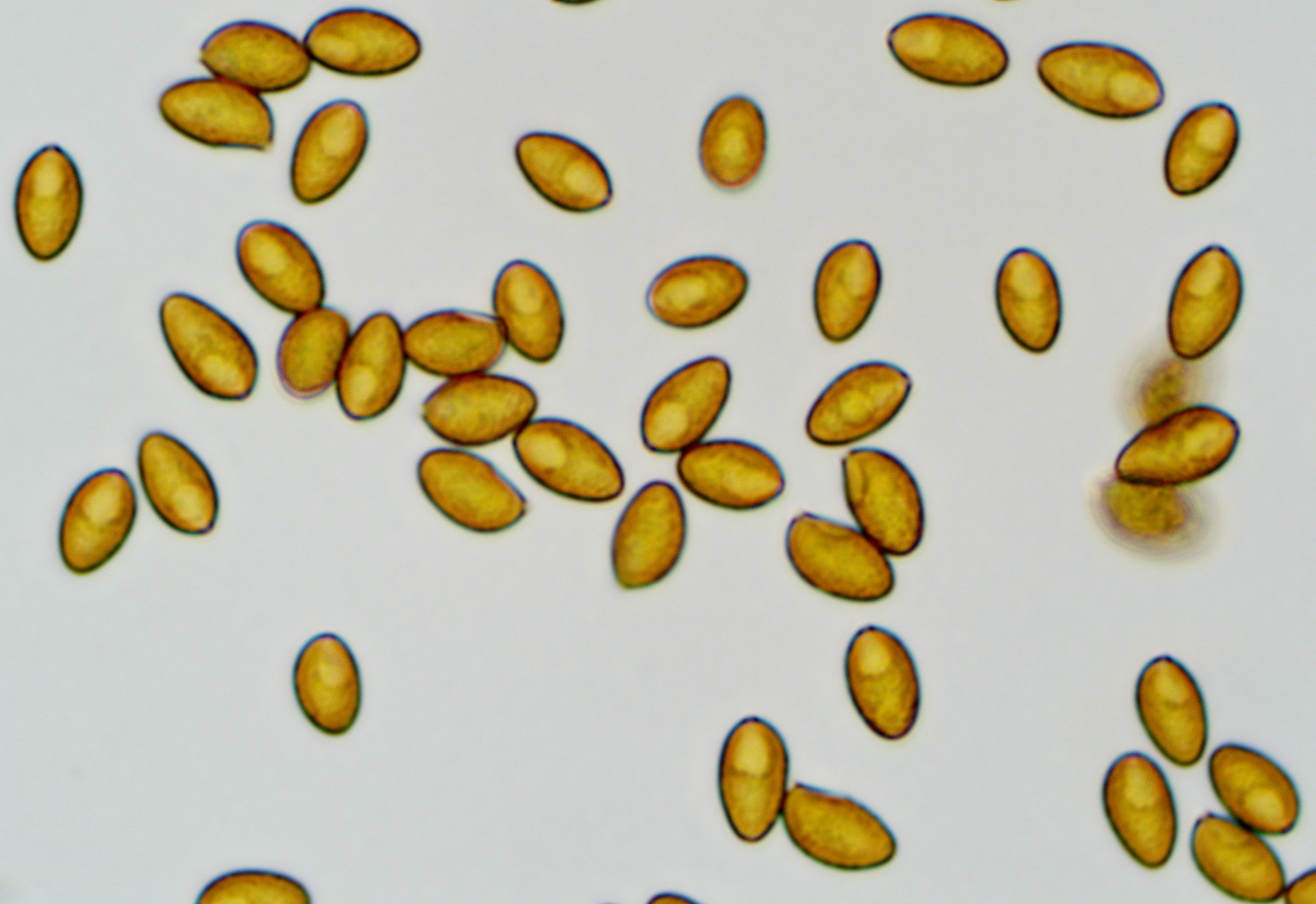
Hilarflecken bei Sporen vom Gift-Häubling

Der Hilarfleck ist bei Milchlingen und Täublingen ein wichtiges Bestimmungsmerkmal. Er kann inamyloid oder teilweise oder vollständig amyloid sein. Wenn er teilweise amyloid ist, kann er es in der Mitte oder am Rand sein. Ein amyloider Hilarfleck muss nicht bei allen Sporen gleichermaßen ausgebildet sein, wenn sich der Hilarfleck bei der Hälfte der Sporen anfärben lässt, werden sie als amyloid bezeichnet.